# Niccolò Leonardo Grillo-Cattaneo
Niccolò Leonardo Grillo-Cattaneo (* 26. August 1755 in Genua; † 22. Juli 1834 ebenda) war ein italienischer geistlicher Dichter.

## Leben
Niccolò Leonardo Grillo-Cattaneo entstammte einem genuesischen Adelsgeschlecht und war das zweite von fünf Kindern des Marchese Leonardo Grillo-Cattaneo und der Maria Caterina Grimaldi. Durch seine Mutter war er mit der berühmten Familie Grimaldi verwandt. Seine gelehrte Bildung erhielt er, nachdem er über die Knabenjahre hinaus war, von 1768–72 an der renommierten Ritterakademie (Nobile collegio) in Parma. Dort folgte er u. a. den Kursen des Geistlichen Ubaldo Cassina über Moralphilosophie und Latein sowie jenen des Dichters Angelo Mazza, der ihn mit der englischen Sprache und Literatur vertraut machte.
Nach seiner Rückkehr nach Genua trat Grillo besonders mit dem Dichter und Philosophen A. Lominelli, dem Historiker Giuseppe Doria, dem Dichter P. G. Pallavicini sowie dem Bibliophilen und Naturaliensammler Giacomo Filippo Durazzo in engere Beziehungen. Das Haus des Letzteren war der Treffpunkt vieler reformorientierter adliger und bürgerlicher Intellektueller der Stadt, wo literarische Erzeugnisse verschiedener Art, insbesondere aber poetische, zum Vortrag kamen. Mit der offiziellen Eröffnung der dort von 1782–86 angesiedelten Accademia scientifico-letteraria wurde Grillo beauftragt. Er verfocht die alte republikanische Staatsform Genuas, führte in der Gesellschaft den Namen Palmiro Cidonio und schrieb hier eine Verherrlichung des genuesischen Admirals Andrea Doria, während der mit ihm eng verbundene Ippolito Durazzo, der jüngere Bruder von Giacomo Filippo Durazzo, eine Biographie von Christoph Columbus verfasste. Beide Viten wurden in dem Werk Elogi storici di Cristoforo Colombo e d’Andrea Doria (Parma 1781) abgedruckt. Ferner veröffentlichte Grillo auch mehrere Gedichte. Die Frucht seiner literarischen Tätigkeit veranlasste auch viele andere der damals in Italien so blühenden Akademien, ihn zu ihrem Mitglied zu ernennen. So gehörte er von 1788 bis 1790 der Società patria d’arti e manifatture an.
Zu den literarischen Studien Grillos traten auch ernstere und trockenere, wenngleich ehrenvolle Aufgaben an ihn heran. Durch seine Abstammung zur Aristokratie Genuas gehörig, war er von Haus aus berufen, an der Verwaltung der Republik teilzunehmen. Er wurde auch bald einer der Prokuratoren der Bank des Heiligen Georg und zeichnete sich durch Gewissenhaftigkeit in seinem Amt aus. 1795 heiratete er Angela Montebruno, die im folgenden Jahr kurz nach der Geburt einer Tochter, Caterina Maria, starb. In zweiter Ehe vermählte er sich mit der aus Savona stammenden Adligen L. Gavotti. Als 1796 infolge der französischen Okkupation der genuesische Adel seine Vorrechte verlor, kehrte Grillo wieder zu seinen Studien zurück und versifizierte u. a. Teile der Bibel. Er pflegte besonders seine Muttersprache und das Latein, beschäftigte sich auch mit Französisch und Englisch. Er besaß eine wertvolle Büchersammlung. In der Beurteilung von Gemälden war er ein hervorragender Kenner; auch scheute er keine Ausgaben, um sich eine Sammlung schöner Gemälde zu verschaffen.
Als nächste Frucht von Grillos Studien nach dem Fall der Republik erschien seine Übersetzung der Psalmen Davids in italienischen Versen (Saltero davidico novellamente trasportato in versi toscani, 2 Bände, Genua 1803). Er versah seine Übersetzungen mit zahlreichen Anmerkungen, deren Inhalt er dem Kommentar des Benediktiners Augustin Calmet sowie den Werken Bossuets und des Kardinals Bellarmin entlehnte. Durch diese literarische Arbeit erregte er die Aufmerksamkeit von Lebrun, dem damaligen französischen Statthalter von Ligurien, der ein großer Freund der italienischen Literatur war und Tasso übersetzt hatte. Dieser ernannte Grillo 1805 zum Rektor der neugegründeten kaiserlichen Akademie von Genua. Grillo behielt diese Stelle aber nicht lange, weil er sich mit den Prinzipien, die Frankreich bei der Akademie und im Unterrichtswesen befolgt wissen wollte, nicht anfreunden konnte. Seine Unzufriedenheit mit der französischen Herrschaft zeigte er durch verschiedene Verbindungen, die er unterhielt. Er musste deshalb 1811 auf Befehl der Polizei Genua verlassen und zwecks besserer Überwachung nach Paris übersiedeln. Nach fünf Monaten erhielt er durch Vermittlung angesehener Genuesen von Napoleon die Erlaubnis zur Rückkehr nach Genua. Die Belästigungen seitens der französischen Polizeipräfekten Bourdon veranlassten ihn jedoch, mit seiner Tochter und seinem Schwiegersohn nach Savona umzuziehen.
1814 wurde die französische Herrschaft in Genua endgültig gestürzt. Mit Hilfe des englischen Flottenbefehlshabers Lord Bentinck wurde nun eine provisorische Regierung für Ligurien eingesetzt, und Grillo wurde in ihr Mitglied der Kommission für das öffentliche Schulwesen. Als Anfang 1815 König Viktor Emanuel I. von Sardinien Besitz von Genua ergriff, ernannte er Grillo zum Vorsitzenden des Unterrichtsministeriums. Dieses Amt verwaltete Grillo bis 1821 und zog sich anschließend auf seine Güter zurück. König Karl Felix ehrte ihn, indem er ihn zum Ehrenpräsidenten der Abteilung für den Unterricht ernannte und ihm 1827 das Großkreuz des Ordens vom Heiligen Mauritius und Lazarus erteilte. 1823 hatte Grillo dem König seine zweite Ausgabe der David-Psalmen gewidmet. Er arbeitete in der zweiten Hälfte der 1820er Jahre wieder an der Versifikation biblischer Bücher. Nach langer Krankheit starb er am 22. Juli 1834 im Alter von knapp 79 Jahren in Genua und wurde seinem Wunsch gemäß in der Chiesa della Concezione beigesetzt.

## Werke (Auswahl)
- Il tempio della Fama, poema del Pope, traduzione dall’inglese in versi sciolti, Finale 1799
- Saltero davidico novellamente trasportato in versi toscani, 2 Bände, Genua 1803; 2. Auflage unter dem Titel Parafrasi poetica dei salmi davidici, 3 Bände, Genua 1823 (vermehrt durch 30 Sonette).
- Parafrasi poetica dei cantici profetici, Genua 1825
- Proverbi di Salomone, parafrasi in versi sciolti, con note, Genua 1827
- Treni di Geremia profeta, parafrasi poetica (in metri lirici, con note), Genua 1828
- Lettera del Signore Haller sopra la sua conversione al Cattolicismo, con altra del Signore Stolberg, traduzione del francese,  Genua 1821